# جوزيف أفلو
جوزيف أفلو (بالإنجليزية: Joseph Afful)‏ هو لاعب كرة قدم غاني في مركز الهجوم، ولد في 30 يوليو 1979 في أكرا في غانا. لعب مع أتلانتا سيلفرباكس.